# Calymperopsis langbianensis
Calymperopsis langbianensis là một loài rêu trong họ Calymperaceae. Loài này được Tixier mô tả khoa học đầu tiên năm 1967.